# روزی روزگاری در عثمانی: قیام
روزی روزگاری در عثمانی: قیام (به ترکی استامبولی: Bir Zamanlar Osmanlı: Kıyam) مجموعه تلویزیونی تاریخی و اکشن ترکیه است که درباره آدمکشان، عصر لاله و شورش پاطرونا خلیل در امپراتوری عثمانی در قرن هیجدهم می‌باشد.  این مجموعه در ابتدا از تلویزیون دولتی ترکیه TRT پخش شد.

## خلاصه داستان
در سال ۱۷۱۱ ، امپراتوری عثمانی، روسیه تزاری را شکست داد، اما پس از آن وارد دوره فروپاشی شد. فعالیت های نظامی با سرگرمی های شبانه جایگزین شد. این وضعیت مردم محلی و ینی‌چری‌ها را ناراحت کرد. برادر پاطرونا خلیل در آن زمان به دستور صدر اعظم اعدام شد. پاطرونا خلیل بسیار عصبانی شد. او می خواست انتقام برادرش را بگیرد.

## شخصیت ها

### شخصیت های اصلی
| نام بازیگر     | نام نقش                    | توضیح                                                 |
| -------------- | -------------------------- | ----------------------------------------------------- |
| تورکان شورای   | خدیجه سلطان                | شاهزاده خانم خدیجه سلطان، یک شاهزاده خانم عثمانی بود. |
| جمال هونال     | مراد                       | فرمانده قدیمی ینی‌چری                                  |
| آصلی تاندوغان  | جان سزا                    | یک آدمکش ایرانی                                       |
| تولگا کارل     | قاسم                       | یک آدمکش ایرانی                                       |
| هزیم کورموکچو  | داماد ابراهیم پاشای نوشهری | صدر اعظم امپراتوری عثمانی.                            |
| کرام آتابیوغلو | احمد سوم                   | بیست و سومین سلطان امپراتوری عثمانی.                  |
| فیرات تانیش    | پاطرونا خلیل               | پس از آغاز قیام سربازان ینی چری، دلاک حمام شده بود.   |
| جم اوکان       | باکان                      | دوست مراد                                             |
| لیلا گوکسون    | فاطمه سلطان                | یک شاهزاده خانم عثمانی و همسر صدر اعظم بود.           |
| سوات سونگور    | ابراهیم متفرقه             | چاپجی عثمانی.                                         |
| شوکی آلتونبوکن | جاسوس                      | یک آدمکش ایرانی                                       |

## پخش های بین‌المللی
| کشور              | شبکه              |
| ----------------- | ----------------- |
| قبرس شمالی        | TRT 1             |
| امارات متحده عربی | تلویزیون دبی      |
| لبنان             | تلویزیون المستقبل |
| مراکش             | تلویزیون Medi1    |
| آلبانی            | Tring 3 Plus      |
| رومانی            | Național TV       |
| صربستان           | TV Novi Pazar     |
| ایران             | جم تی‌وی           |